# Alfonsa Muttathupadathu
Muttahupadathu (en hindi: मुत्ताहुपदाथु), de nom religiós Sor Alfonsa de la Immaculada (en hindi: बेदाग की अलफोन्सा), nascuda el 19 d'agost de 1910 a Kudamaloor i morta el 28 de juliol de 1946 a Bharananganam, va ser una religiosa índia de la Congregació de les Franciscanes Clarisses de Kerala, de ritu siro-malabar. És la primera santa originària de l'Índia.

## Biografia
Anna Muttathupadathu va néixer a Kudamaloor, a l'estat de Kerala (sud-est de l'Índia). Als tres anys, va patir èczema. Molt jove orfe, va ser criada per la seva tia i el seu oncle gran, que era sacerdot. Li donaren el sobrenom d'Annakutti (Anna petita).
Molt impressionada amb la vida de Teresa de Lisieux, i influenciada per les obres del pare Chavara, qui feia un segle havia evangelitzat la regió, va decidir dedicar la seva vida a l'oració i la penitència.
La seva tia, però, busca casar-la, però Anna es negà a fer-ho. Preocupada per ser obligada a fer-ho, es llançà contra una pira i es cremà els peus tan greument que quedà incapacitada durant la resta de la seva vida.
La seva tia li va permetre triar la vida religiosa. El 12 d'agost de 1935 - tenia 17 anys - va ingressar al noviciat de les Clarisses de Bharananganam i el 12 d' agost de 1936 pronuncià els seus vots, prenent en la religió el nom de germana Alphonsine de la Immaculada Concepció. Estigué al càrrec de l'educació elemental, però la seva incapacitat i el seu patiment sovint la impediren exercir aquest càrrec.
Tota la seva vida Alfonsa Muttathupandathu experimentà gràcies místiques.
El 1939 va patir pneumònia, però va sobreviure. No obstant això, la seva salut es deteriorà i es mantingué físicament molt feble. Va morir el 28 de juliol de 1946 a l'edat de 35 anys.

## Miracles i veneració
Sebollida a Bharananganam, al sud de l'Índia, la seva tomba aviat atreu els pelegrins. Diversos miracles són atribuïts eixen a la seva intercessió. La curació d'un nen l'any 1999 és reconeguda com a miraculosa i obtinguda a través de la seva intercessió. Això va avançar la causa de la seva canonització.
La seva festa se celebra a Bharananganam cada any entre el 19 i el 28 de juliol i la seva tomba s'ha convertit en un lloc de gran devoció.

## Beatificació i canonització
Declarada venerable el 9 de juliol de 1985 pel Papa Joan Pau II, va ser beatificada el 8 de febrer de 1986 a Kottayam pel Papa Joan Pau II, i canonitzada el 12 d' octubre de 2008 a Roma, pel Papa Benet XVI.
Litúrgicament, és commemorada el 28 de juliol.